# Biserica Sfântul Gheorghe din Lod
Biserica „Sfântul Gheorghe” (în greacă Ναός του Αγίου Γεωργίου, în arabă كنيسة القديس جيورجوس sau كنيسة مار جريس, în ebraică כנסיית גאורגיוס הקדוש קוטל הדרקון) este o biserică ortodoxă situată în orașul Lod (Lida) din Israel și aflată în administrarea Patriarhiei ortodoxe grecești a Ierusalimului. Actuala biserică a fost construită în 1872 și se află pe același teren cu moscheea El-Khidr (în arabă الخضر). În cripta bisericii se află mormântul marelui mucenic Gheorghe Purtătorul de Biruință.

## Istoric

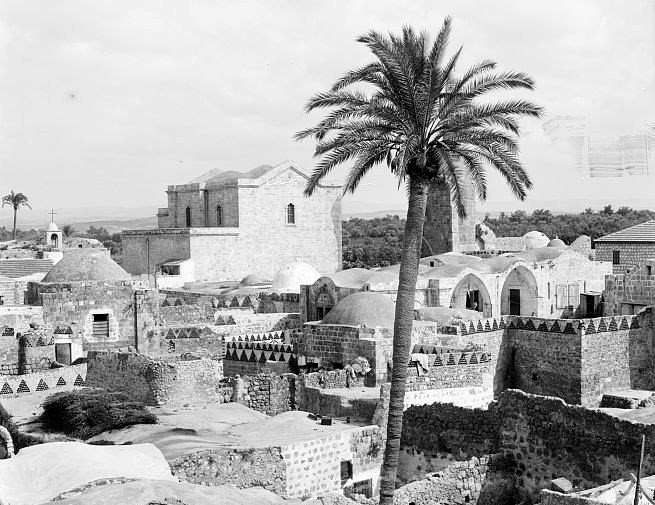
Biserica „Sf. Gheorghe” din Lida în jurul anului 1920

Arhidiaconul Teodosie a menționat în ghidul de călătorie la locurile de pelerinaj din Țara Sfântă De Situ Terrae Sanctae (circa 530) că trupul Sfântului Gheorghe se afla în orașul Diospolis (Lida). Bazilica mare din Lida este reprezentată pe harta de mozaic din Madaba (azi în Iordania), realizată în a doua jumătate a secolului al VI-lea. Potrivit unei legende menționate de Guillaume de Tir în secolul al XII-lea, biserica a fost construită de împăratul bizantin Iustinian I în secolul al VI-lea.
Pelerinii Epifanie Călugărul (prima jumătate a secolului al IX-lea) și Bernard Călugărul (aproximativ 870) au menționat existența unei mănăstiri lângă Biserica Sfântului Mare Mucenic Gheorghe. Epifanie a afirmat că în altar se aflau relicve sfinte: roata pe care a fost torturat marele mucenic și un stâlp de marmură făcător de minuni.
Biserica a fost distrusă de mai multe ori la ordinul conducătorilor musulmani: în 1010 de califul al-Hakim, la sfârșitul secolului al XI-lea, în 1187 de sultanul Saladin (edificiul a fost puternic avariat) și în 1442 de sultanul egiptean Saif ad-Din Jaqmaq. Egumenul rus Daniil (1105–1106) a afirmat că mormântul Sfântului Gheorghe s-a aflat pe acel teren din zona deșertică unde a fost construită anterior biserica. Potrivit egumenului Daniil, Sfântul Gheorghe ar fi fost torturat acolo.
Edificiul a fost reconstruit în secolul al XI-lea de împăratul bizantin Constantin al IX-lea Monomahul, apoi în perioada 1150–1170, la sfârșitul secolului al XII-lea de regele englez Richard I Inimă de Leu. Bazilica „Sfântul Gheorghe” a primit forma finală în secolul al XII-lea. Pelerinii secolului al XIV-lea au menționat că pe o piatră păstrată în biserică se afla capul retezat al Sfântului Gheorghe. Abia în 1517 au fost reluate slujbele religioase ortodoxe în biserică (din care mai rămăsese doar altarul și cripta).
În urma cutremurului din 1837 bolta și absida nordică a bisericii s-au prăbușit. Biserica a rămas în ruine timp de 33 de ani. În 1870, după o dispută între greci și franciscani, autoritățile otomane au recunoscut acest loc ca fiind o posesiune a Patriarhiei Ortodoxe Grecești a Ierusalimului.
Spre sfârșitul secolului al XIX-lea Patriarhia Ortodoxă Greacă a Ierusalimului a primit permisiunea autorităților otomane să construiască o biserică nouă pe locul vechii biserici. Autoritățile otomane au solicitat ca o parte a terenului patriarhal să fie pusă la dispoziție pentru construirea unei moschei. În 1871 patriarhul Chiril al II-lea al Ierusalimului a solicitat cavalerilor ruși ai Ordinului Sfântului Gheorghe să facă o donație pentru reconstruirea bisericii. La cererea împăratului Alexandru al II-lea, au fost donate 3.000 de ruble din fondurile ordinului rus. Cu fondurile alocate de guvernul rus și de Ordinul rus al Sf. Gheorghe a fost construită o nouă biserică, care a fost sfințită în 3 noiembrie 1872. În memoria acestui eveniment Biserica Ortodoxă celebrează pe 3/16 noiembrie sărbătoarea reconstruirii Bisericii Sfântului Mare Mucenic George din Lida.

## Descriere
Clădirea modernă a bisericii a fost construită în 1872 pe structura ruinată a bisericii anterioare și include absida centrală și absida nordică a bazilicii din secolul al XII-lea, construită la rândul său pe ruinele bisericii bizantine din vremea împăratului Iustinian I. Biserica „Sf. Gheorghe” încorporează doar colțul de nord-est al bazilicii bizantine. Sala de rugăciune a moscheii alăturate conține o coloană care s-a aflat mai demult în naosul bazilicii.
Cripta bisericii ortodoxe conține mormântul marelui mucenic Gheorghe. Două scări aflate pe ambele părți ale navei centrale coboară în criptă. În apropierea uneia dintre coloanele bisericii se află un lanț, de care, potrivit legendei, ar fi fost legat marele mucenic. În altar se află un chivot cu o parte din moaștele Sfântului Gheorghe. În apropierea bisericii se află clădirile unei mănăstiri grecești moderne.

## Galerie

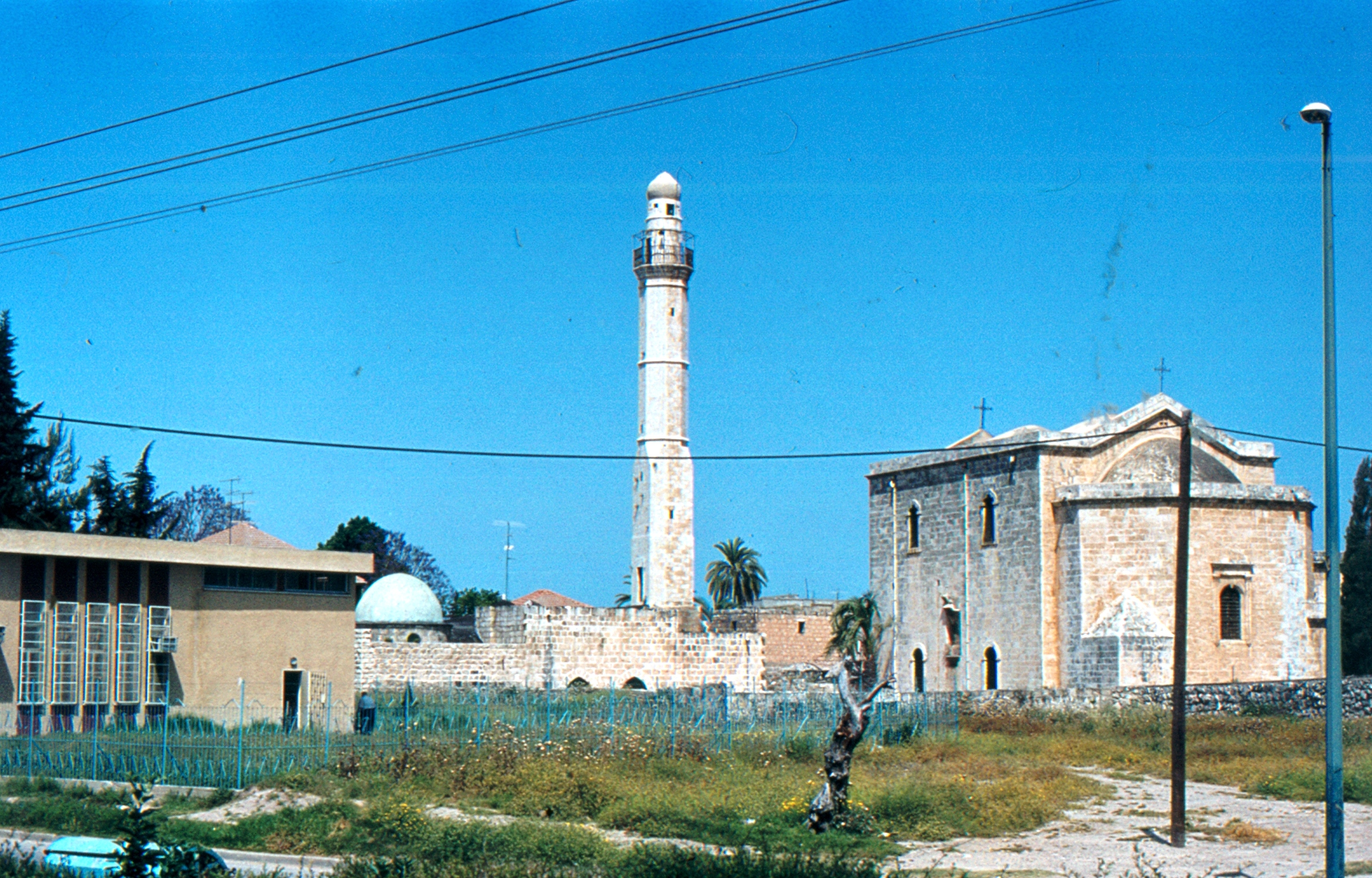
O sinagogă, o moschee și biserica „Sf. Gheorghe” aflate la mică distanță una de alta
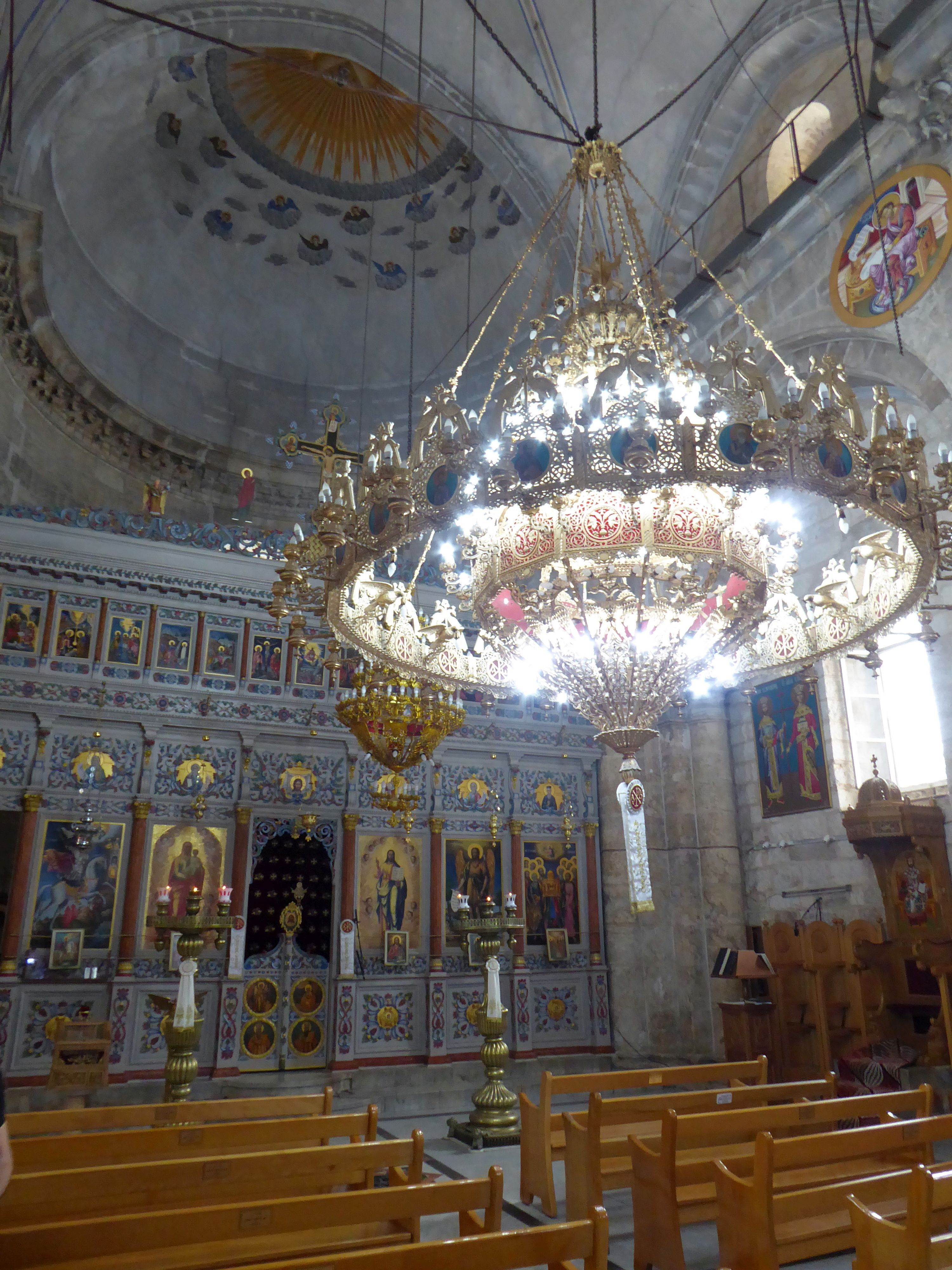
Imagine din interiorul bisericii
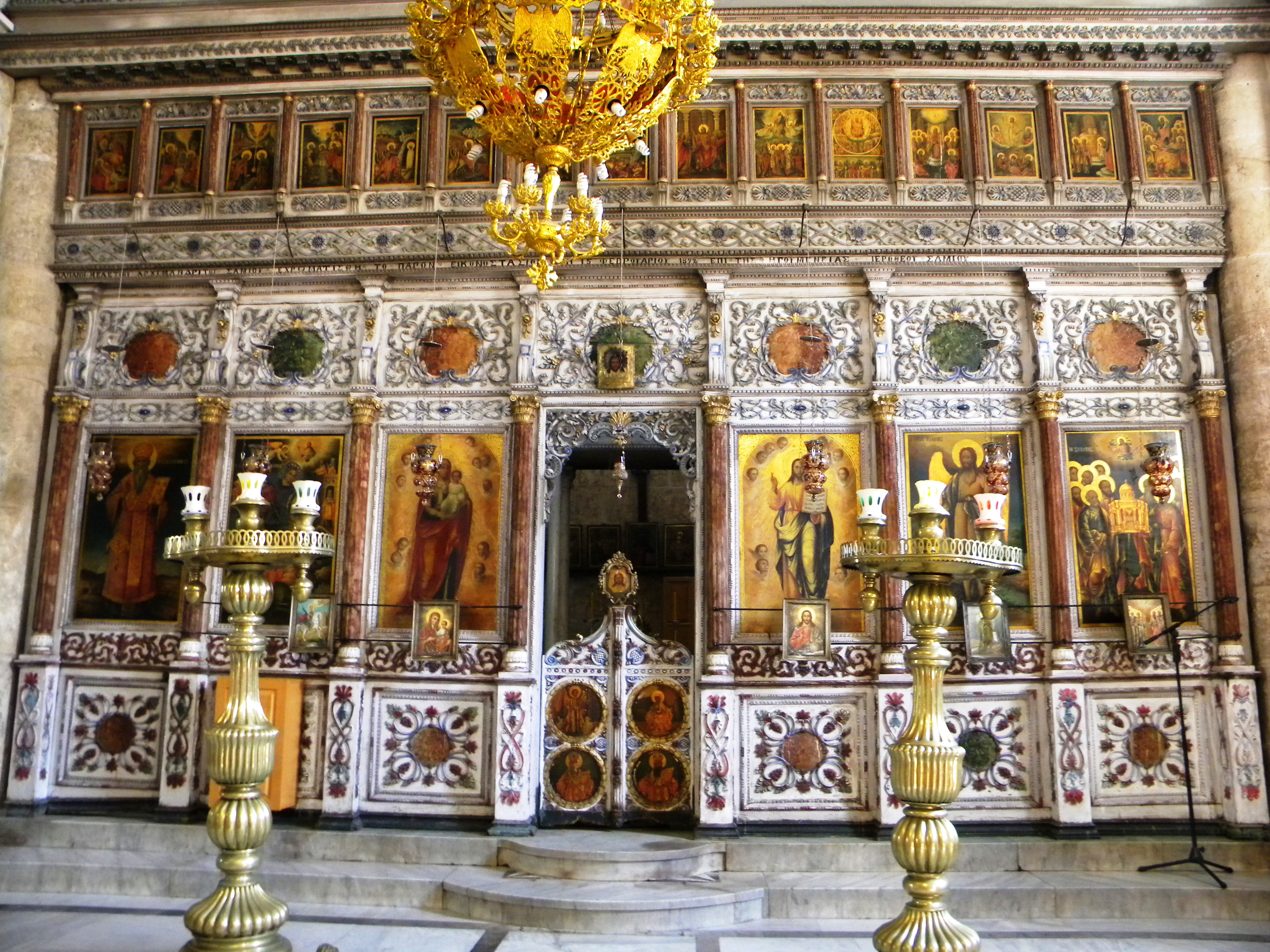
Iconostasul bisericii
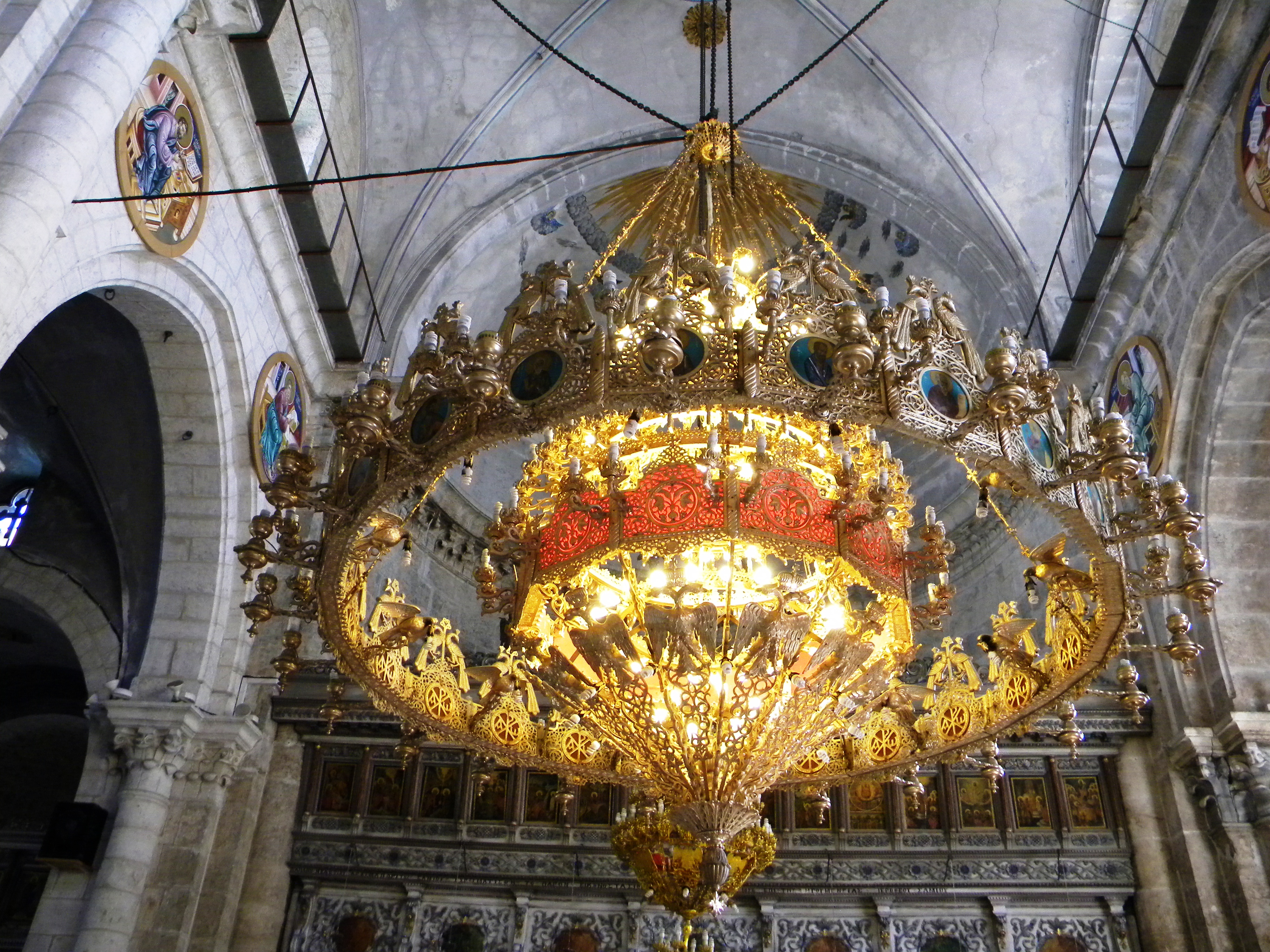
Candelabru din biserică
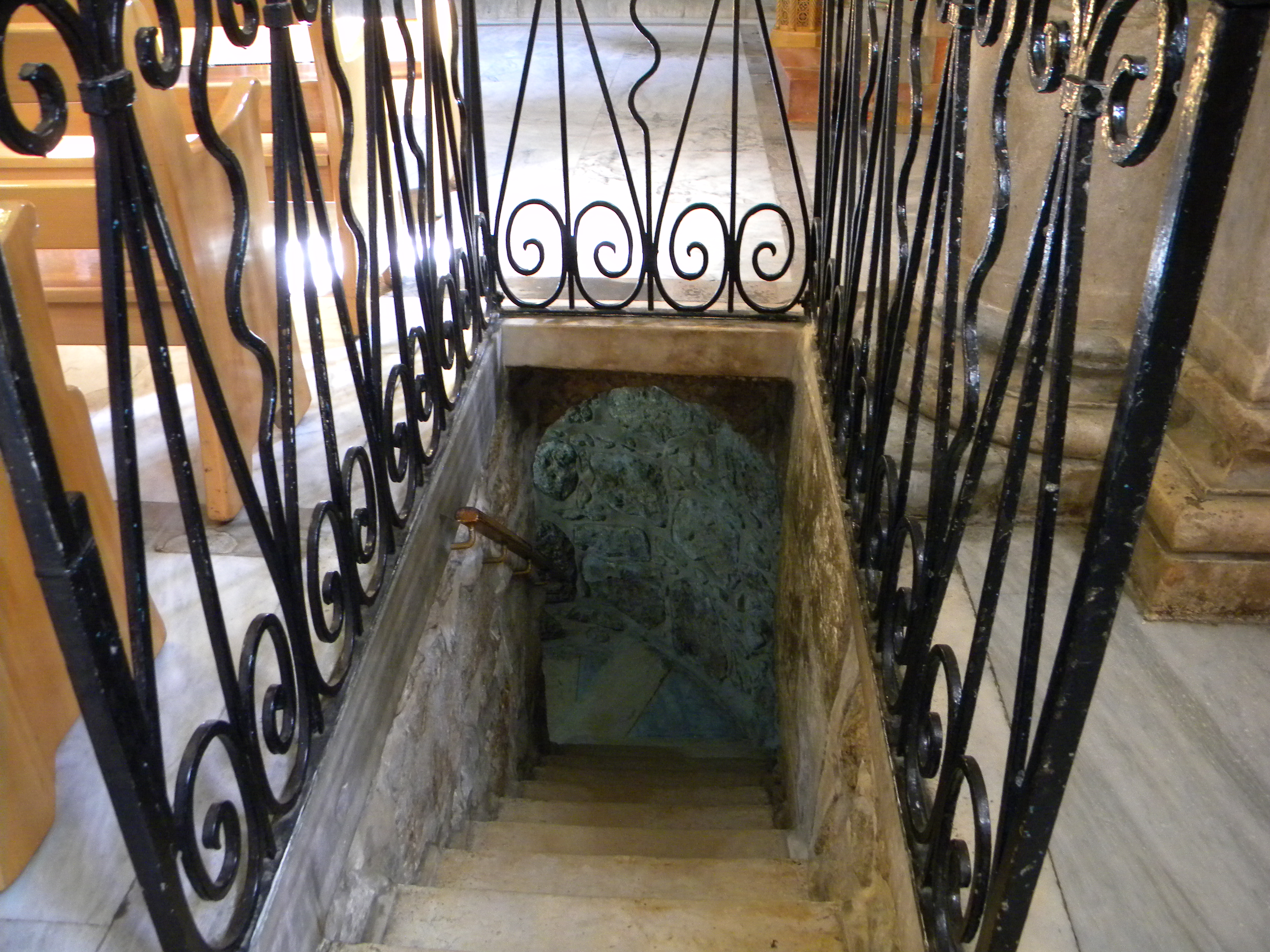
Scările către criptă
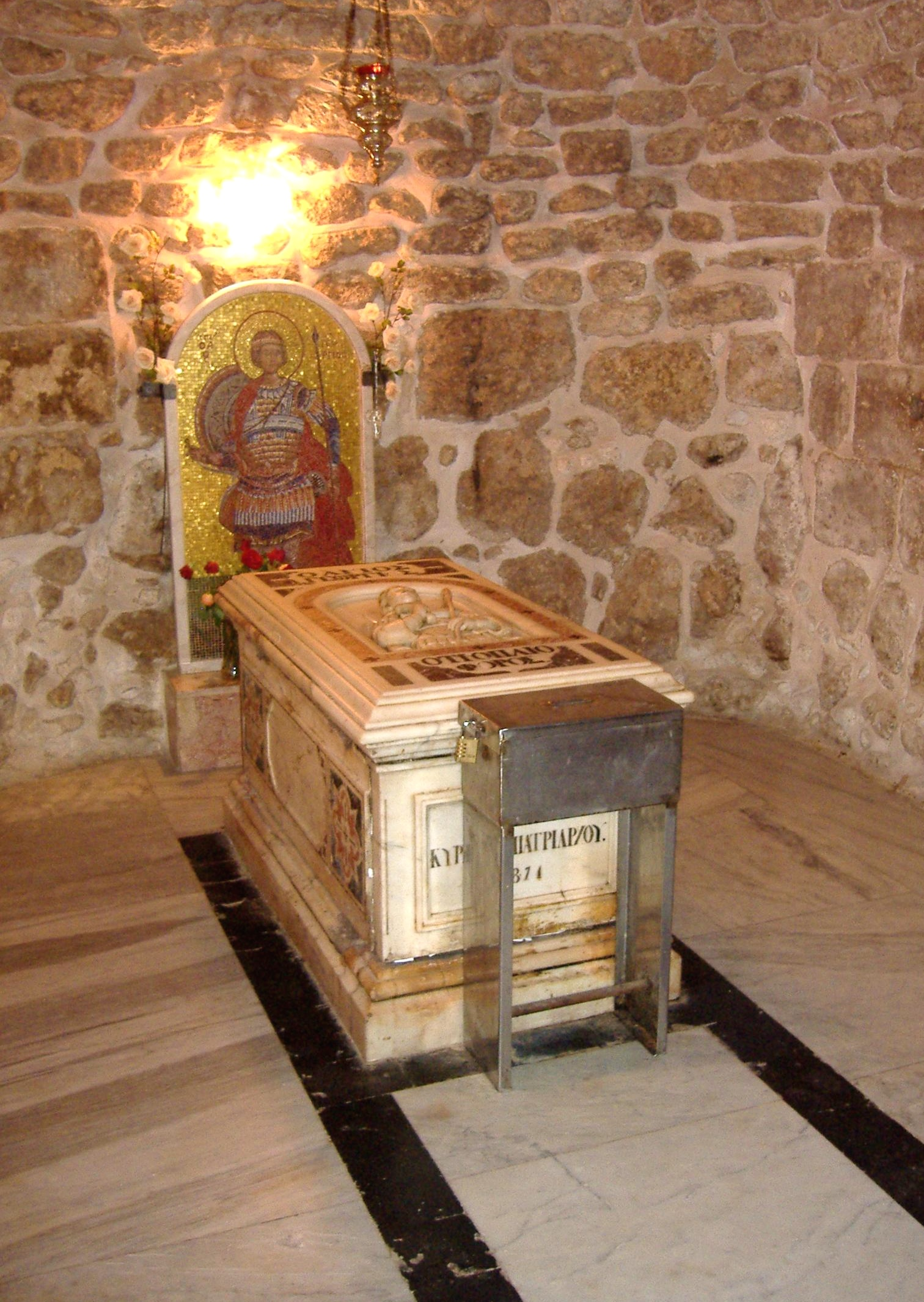
Sarcofagul construit pe mormântul Sfântului Gheorghe
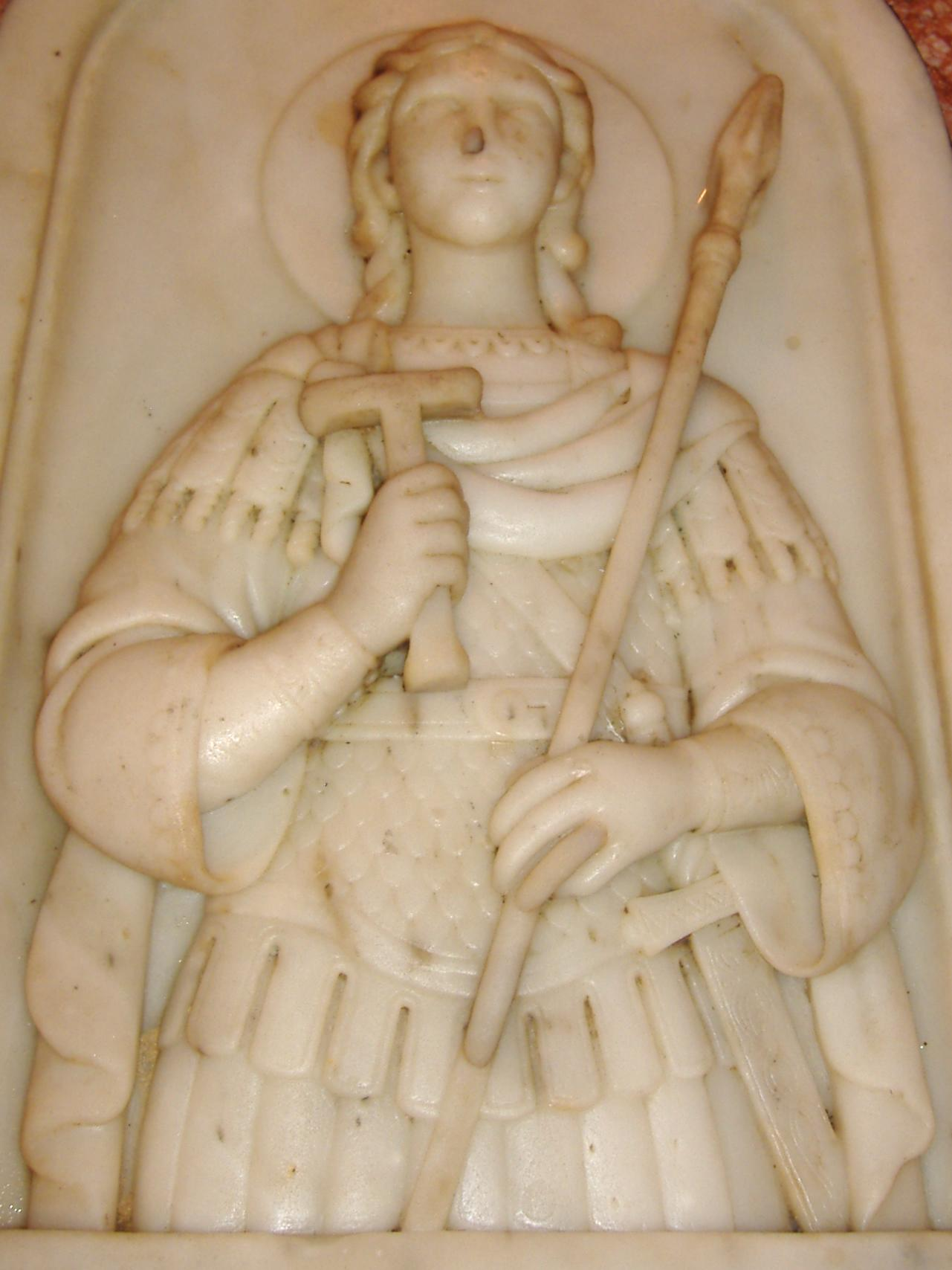
Basorelieful de pe sarcofagul Sf. Gheorghe

## Legături externe
- Lod - St George's Church – PlanetWare
- Church of St. George in Lod – Jerusalem Center for Jewish-Christian Relations
- Church of St. George – ArchNet Digital Library